# 鄭思維
鄭 思維（てい しい、ジェン・スーウェイ、英語: Zheng Si-wei、1997年2月26日 - ）は、中国の男子バドミントン選手。BWF世界ランキング1位の在位期間は、合計で300週（5年9ヶ月）を超えている。3度の世界王者。2024年パリオリンピックの混合ダブルス金メダリスト。バドミントン競技における主要大会を全て制覇している。事実上、混合ダブルスにおいて歴代最高実績の男子選手である。
2024年をもって、27歳でバドミントン代表を引退。
パリオリンピックでは、予選グループリーグから決勝まで、全ての試合で1セットも落とさずに優勝した。

## 経歴

### 2013-2015
2013年に中国代表選手に選出され、世界ジュニア選手権で金メダル4個、銀メダル1個、銅メダル1個を獲得。アジアジュニア選手権では、金メダル6個、銀メダル1個を獲得。またジュニア時代にもかかわらず、2015年にニュージーランド・オープン (バドミントン)の2種目とブラジル・オープン (バドミントン)の2種目で優勝し、ジュニア時代に優秀な成績を残した。

### 2016-2017
2016年に、陳清晨との混合ダブルスのペアで世界ランキング1位を達成。BWFスーパーシリーズの大会で、決勝に13度進出した。2017年の世界選手権では銀メダルを獲得。

### 2018-2021
その後は黄雅瓊とペアを組んで2018年、2019年と、世界選手権2連覇を達成した。
BWFワールドツアースーパー1000の大会は、2018年、2019年の中国オープン(3連覇)、2019年の全英オープン、同年のインドネシア・オープンで優勝した。
2020年東京オリンピックでは、オリンピック初出場にして決勝まで駒を進め同胞の王懿律、黄東萍と対決し、17-21、21-17、19-21のファイナルまで及ぶ激闘に惜敗し、銀メダルを獲得した。

### 2022
3月のドイツ・オープンに、張殊賢とペアを組んで出場するが初戦敗退。1週間後の全英オープンからは黄雅瓊とペア再結成する。
4月のアジア選手権では、決勝で王懿律 / 黄東萍をストレートで破り、全ての試合で1セットも落とさずに優勝した。
5月から7月にかけて、タイ・オープン、インドネシア・マスターズ、インドネシア・オープン、マレーシア・オープン、マレーシア・マスターズの5大会で5連覇を達成した。
8月の世界選手権では、ホームとして戦う渡辺勇大 / 東野有紗を2大会連続で破り、通算3度目の世界選手権金メダルを獲得した。しかし、1週間後のジャパン・オープンでは同日本ペアに復讐され3位となる。
10月のデンマーク・オープン、フランス・オープンで2連覇を達成。その後、年末のBWFワールドツアーファイナルズにも出場、優勝し、年間チャンピオンにも輝いた。

### 2023
年明け最初の大会のマレーシア・オープンでは、トップシードと3年連続(陳清晨とのペアも含めると5年連続)のディフェンディングチャンピオンとして出場し、全試合で1セットも落とさず優勝し、タイトルを守り切った。しかし1週間後のインド・オープンでは、渡辺勇大 / 東野有紗に準決勝で敗れて3位となる。
3月の全英オープンでは、韓国の徐承宰 / 蔡侑玎を破り、ペアとしては2度目の優勝を達成した。
4月のアジア選手権では、ディフェンディングチャンピオンとして出場したが、同胞の若手ペアの蒋振邦 / 魏雅欣に決勝で敗れ、準優勝に終わった。
5月のスディルマン杯では、ペアが出場した4試合すべてで勝利し、中国チームの優勝に大きく貢献した。
6月、シンガポール・オープンでは、準々決勝で韓国の金元昊 / 鄭娜銀にストレートで敗れ敗退した。しかしその翌週のインドネシア・オープンでは、決勝で渡辺勇大 / 東野有紗をストレートで破り優勝、3連覇となった。
12月12日に、BWF世界ランキングで黄雅瓊との1位の在位期間が237週（4年半）となった。これにより張楠 / 趙芸蕾の236週を抜いて、混合ダブルス歴代最長記録となった。

### 2024年

#### パリオリンピック金メダル
2024年パリオリンピックでは、予選グループリーグから決勝まで、全ての試合で1セットも落とさずに優勝。決勝でも21-8, 21-11で勝利と、他のペアと比べて圧倒的な強さで金メダルを欲しいままにした。
五輪金メダル獲得後は国際大会に全くエントリーせず、11月29日に、同年のBWFワールドツアーファイナルズを最後に、バドミントン中国代表を引退することを表明した。

## 概要
- 世界ランキング最高位は1位で、その在位期間は陳清晨とペアを組んでの在位期間と黄雅瓊とペアを組んでの在位期間を合わせると、計300週(5年9ヶ月)を超える。これはバドミントンの混合ダブルスにおいて歴代最長記録である(従来の最長記録は張楠、趙芸蕾の236週)。

- 鄭は、試合勝利後のインタビューでより流暢に英語を話すために、週2回のオンライン英語学習をはじめとした勉強を行っている[3]。

- 2024年パリオリンピックでは素晴らしい仕上がりを見せ、決勝までの全ての試合をストレートで勝ちきった。他のトップランカー選手でも全く歯が立たない程の強さを見せた